# Friedrich Lauchert

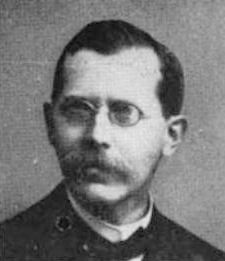
Friedrich Lauchert

Friedrich Lauchert (* 1. September 1863 in Meßkirch; † 18. April 1944 in Siersdorf) war ein deutscher altkatholischer, dann römisch-katholischer Kirchenhistoriker.

## Leben
Der altkatholisch erzogene Friedrich Lauchert studierte Philosophie und katholische Theologie an den Universitäten von München, Straßburg und Wien und wurde 1886 in München mit der Dissertation Herders griechische und morgenländische Anthologie und seine Übersetzungen aus Jakob Balde im Verhältnis zu den Originalen betrachtet zum Dr. phil. promoviert. Von 1888 bis 1890 und nochmals von 1893 bis 1895 war Lauchert wissenschaftlicher Mitarbeiter an der Universitäts- und Landesbibliothek in Straßburg, wo er 1889 auch das philologische Staatsexamen ablegte. Zwei Jahre später erwarb er an der Universität Bern den Grad eines Lic. theologiae und wirkte dort anschließend bis 1893 als Privatdozent für Patrologie und christliche Literaturgeschichte. Von 1895 bis 1899 war Lauchert Professor an der altkatholischen Fakultät der Universität Bonn, legte aber dann seine Professur nieder und konvertierte zur römisch-katholischen Kirche. Nach dreijähriger Tätigkeit als Privatgelehrter in München erhielt Lauchert 1901 eine Anstellung an der Stadtbibliothek Aachen, wo er 1914 zum Stadtbibliothekar ernannt wurde. Dieses Amt übte er bis zu seinem Ruhestand im Jahr 1928 aus.
Neben seinen Forschungsschwerpunkten auf dem Gebiet der Patrologie und der Theologiegeschichte des 16. und 19. Jahrhunderts beschäftigte er sich vor allem mit den literarischen Gegnern Martin Luthers (zum Beispiel Thomas Murner). Seine 1912 erschienene Publikation Die italienischen literarischen Gegner Luthers besitzt bis heute Gültigkeit.

## Schriften (Auswahl)
- Geschichte des Physiologus. K. J. Trübner, Straßburg 1889 (Digitalisat)
- G. Chr. Lichtenberg’s schriftstellerische Thätigkeit in chronologischer Uebersicht dargestellt. Dietrich’sche Verlagsbuchhandlung, Göttingen 1893
- Die Lehre des heiligen Athanasius des Grossen. Fock, Leipzig 1895
- Studien zu Thomas Murner. In: Alemannia. Band 18, 1890, S. 139–172 und (Wörterbuch, 1. Teil:) S. 283–288, sowie Alemannia. Band 19, 1892, S. 1–18 (Wörterbuch, 2. Teil).
- Franz Anton Staudenmaier (1800–1856) in seinem Leben und Wirken dargestellt. Herder, Freiburg i. Br. 1901
- Die italienischen literarischen Gegner Luthers. Herder, Freiburg i. Br. 1912
- Die Kanones der wichtigsten altkirchlichen Concilien nebst den apostolischen Kanones. P. Siebecki, Freiburg i. Br. 1896 (digitalisat)
- sowie mehr als 180 Artikel in der Allgemeinen Deutschen Biographie